# 全米カナダ邦人安否確認システム
全米カナダ邦人安否確認システム（ぜんべいカナダほうじんあんぴかくにんシステム Emergency Information Service System 略称EISS）は、日本国外におけるテロや自然災害が増えていることをふまえて、外務省が2006年9月8日から日本人滞在者の多いアメリカ合衆国とカナダを対象に運用を始めた電話による安否確認システム。アメリカ本土のほか、ハワイ、グアム、サイパン、プエルトリコ、バージン諸島も対象地域となる。

## 概要
アメリカ合衆国・カナダに在む者あるいは旅行中の者が、天災・人災など大規模な緊急事態にまきこまれた時に無料で簡単に伝言を残すことができ、日本にいる家族や友人がその伝言を直接聞いて安否を確認することができる、というのがシステム設置目的である。そのため緊急時のみで平常時は利用できない。また安否確認のほかに、同じ電話番号で大使館・総領事館からの渡航や危険情報なども聞くことができる。誰でも利用できるが日本語か英語を理解していなければ利用は困難である。

## 設置理由

### 急増する在外日本人
在外日本人の数は急増している。2004年10月の調査では約101万人が永住や長期滞在で日本国外に住んでおり、その40%（約40万人）がアメリカ合衆国とカナダに集中している。このほかに旅行者や短期留学生を合わせるとその数は年間数百万人にものぼる。

### 不可能に近い所在確認
日本国外に3ヶ月以上滞在する日本人は、在留届の提出を義務づけられている。 在留届は、緊急事態発生時に在外公館が在外日本人の安否確認、緊急連絡や援助を行うための連絡先として用いるものであるが、実際には提出していない者が多い。また提出済みであっても転職、引越、帰国などに伴う緊急連絡先の変更届の提出を怠っている者も多い。大規模な災害時などに、限られた数の在外公館職員が在留届を元に一人一人の安否を確認していくのは大変な作業だが、「既に日本に帰国していた」など手元にある在留邦人データが必ずしも最新情報ではないため無駄となってしまう作業も多い。
また最近の旅行者は、添乗員付きのパッケージツアーよりも旅行先・滞在先を自由に選ぶ個人旅行を好むため、旅行会社などを通しても緊急時の連絡が非常につきにくくなっている。出張者ではないバックパッカーなどの旅行者は携帯電話や滞在地における連絡先を持っておらず、緊急時に連絡をとるのが困難である。
緊急事態時には、被災地に安否の確認を求める電話が集中し、時には通信機器や回線が被災して全体の通信許容量が減るために電話がつながりにくくなる災害型輻輳（ふくそう）が起こる。通信インフラストラクチャー自体にダメージがなくとも、電話会社が通信許容量を減らして輻輳を制御することもある。1995年の阪神・淡路大震災では輻輳状態が5日間も続いた。
そのため日本国内では輻輳状況を緩和するために1998年3月31日より災害用伝言ダイヤルを設けて、伝言を日本全国数十箇所にあるサーバーに分散させて蓄積し、被災地の集中受信を避ける形で比較的スムーズな安否確認を可能にしている。この災害地伝言ダイヤルの海外版が、全米カナダ邦人安否確認システムである。

## 仕組み
全米カナダ邦人安否確認システムのデータ・センターは、ニューヨーク近郊に設けられている。防火とセキュリティに優れた施設内にあり、大規模な停電に備えて複数の州から複数の系統で電力を得ており、非常用電源として無停電電源装置と自家発電装置も備えている。またネットワークも複数の電話会社を利用して200回線以上を確保している。アメリカ合衆国やカナダにいる者がフリーダイヤル (Toll-free) で伝言を残し、それを日本にいる者が聞くという形であるため、電話をかける側は携帯電話や現金の持ち合わせがなくとも公衆電話を使うことができ、また時差を気にせずに利用できるという利点がある。

## 利用方法

### 伝言を残す
| 電話番号       | 通話料 |
| 1-866-903-2674 | アメリカ合衆国、カナダからは無料。日本も含めそれ以外の国からはアメリカ（ニューヨーク）までの通話料金が必要。 |
| 1-866-904-2674 | アメリカ合衆国、カナダからは無料。日本も含めそれ以外の国からはアメリカ（ニューヨーク）までの通話料金が必要。 |
| 1-866-905-2674 | アメリカ合衆国、カナダからは無料。日本も含めそれ以外の国からはアメリカ（ニューヨーク）までの通話料金が必要。 |
| 1-718-313-9150 | 有料 |

1. 上記いずれかに電話をする。無料通話の番号は、覚えやすいようにアメリカとカナダで使われる電話のキーパッドのアルファベットでANPI（安否）と語呂合わせになるよう下4桁が2674となっている。
2. 電話番号と生年月日をあわせたパスワードを入力。
3. 伝言を残す（30秒以内。伝言はいくつでも残せる。約1ヶ月間保存）[4]

### 伝言を聞く
1. 上記の電話番号に電話する。日本はもちろん、アメリカ合衆国、カナダ以外の外国からもアクセス可能である。[4]

## 利用上の注意
- 日本国外または日本の電話番号と生年月日をパスワードとするため、あらかじめ日本の家族・知人にパスワードを知らせておくと緊急時に混乱がない。
- 銀行口座やクレジットカード番号などの重要な情報は残さないよう勧告されている。
- プッシュ・ダイヤル (Touch-tone) 方式を導入しているためダイヤルパルス (Pulse) 回線では利用できない可能性が高い。
- フリーダイヤルがつながらない場合は有料番号にかける。それでも繋がらない場合は被災地から離れた場所で試してみる。
- 米国・カナダ以外から通話する場合は、米国までの通話料金が必要。日本からの通話も有料で、国際電話会社接続番号や国際通話識別番号が必要。[4]

## テスト運用
2006年12月24日から2007年1月8日にかけて第一回目のテスト運用が行われた。日本国内のシステム（テスト運用は最低月1回）とは異なり、頻繁にテストは行われていない。次回テスト日程は不明だが、通常、大使館・領事館、日系企業商工会、日本人会、日本人学校、補習学校、日本人むけコミュニティー紙などで在外日本人向けにテスト運用期間についての事前報告がある。